# دراگولیوب برنوویچ
دراگولیوب برنوویچ (صربی: Dragoljub Brnović؛ زادهٔ ۲ نوامبر ۱۹۶۳) یک بازیکن فوتبال اهل یوگسلاوی است.
از باشگاه‌هایی که در آن بازی کرده‌است می‌توان به متز و باشگاه فوتبال پارتیزان اشاره کرد. وی سابقه ۲۵ بازی برای تیم ملی فوتبال یوگسلاوی در کارنامه دارد.